# 継続は力なり
継続は力なり（けいぞくはちからなり）は、日本の宗教家からのことわざ。

## 概要
わずかなことであっても、それを継続して行い続けたならば結果として現れるということを意味する。または小さな努力であろうとも、それを継続して行ったならば成功できるということを意味する。

### 由来
この言葉の由来は、浄土宗の宗教家である住岡夜晃の作品である『讃嘆の詩』からである。これの上巻には、念願は人格を決定す継続は力なりという一説があり、ここから継続は力なりという言葉が広まっていった。念願とは常に心に強く望むことやその望みであり、原文が意味していたこととは、真の強さというのは正しい念願を貫くことであるということであった。
教育者である平松折次が標語として掲げていた言葉が継続は力なりであったということがこの言葉の由来であるという説もある。